# Цокольні рівнини
Цокольні рівнини (рос. цокольные равнины, англ. socle plains, нім. Sockelebenen f pl) — платформні рівнини, сформовані на території з гіпсометрично високим заляганням порід фундаменту та відносно невеликою потужністю осадової товщі. Характерні для давніх та молодих щитів або височин складчастої основи, що зазнали новітніх склепінчастих та блокових рельєфотвірних піднять різної амплітуди. На території України до цокольних рівнин належать денудаційні рівнини Донецького кряжу, а також денудаційні та структурно-денудаційні рівнини Придніпровської височини. Структурні елементи (розломи, блоки, антикліналі) відображені у морфологічних та морфометричних особливостях рівнин. Вік цокольних рівнин на території Україні змінюється від пізньої крейди до антропогену.